# Pausa (Perù)
Pausa è una città del Perù e capitale della Provincia di Paucar del Sara Sara.